# Добровольський Євген Станіславович
Євге́н Станісла́вович Доброво́льський (нар. 10 лютого 1995) — український футболіст, півзахисник болгарського клубу ФК «Верея».

## Життєпис

### Ранні роки
Вихованець СДЮСШОР міста Ужгорода. З 2008 по 2012 рік провів у чемпіонаті ДЮФЛ 70 матчів, забивши 5 голів.

### Клубна кар'єра
Улітку 2012 року приєднався до складу ужгородської «Говерли». 25 липня того ж року дебютував у юнацькій (U-19) команді закарпатців у домашньому матчі проти київського «Арсенала». За молодіжну (U-21) команду дебютував 24 квітня 2014 року в домашньому поєдинку з дніпропетровським «Дніпром».
30 квітня 2016 року дебютував у складі «Говерли» в домашній грі Прем'єр-ліги проти луганської «Зорі», замінивши на 64-й хвилині Михайла Сергійчука. Загалом провів 3 матчі у Прем'єр-лізі. Після завершення сезону перейшов до складу аматорського клубу з чемпіонату Закарпатської області «Ужгород».
Декілька сезонів провів у словацьких клубах «Собранці» і «Павловце над Угом», звідки і перебрався до Болгарії у ФК «Верея».
2017 року став чемпіоном Ужгородської футзальної ліги у складі «Проспекту». А в сезоні 2018/19 провів декілька матчів першого кола за УТЕІ, що виступає у групі 1 Другої ліги з футзалу.

## Статистика
Статистичні дані наведено станом на 14 травня 2016 року
| Клуб      | Ліга         | Сезон   | Чемпіонат | Чемпіонат | Кубок | Кубок | U-21 | U-21 |
| Клуб      | Ліга         | Сезон   | Ігри      | Голи      | Ігри  | Голи  | Ігри | Голи |
| --------- | ------------ | ------- | --------- | --------- | ----- | ----- | ---- | ---- |
| «Говерла» | Прем'єр-ліга | 2013/14 |           |           |       |       | 1    | 0    |
| «Говерла» | Прем'єр-ліга | 2014/15 |           |           |       |       | 17   | 0    |
| «Говерла» | Прем'єр-ліга | 2015/16 | 3         | 0         |       |       | 17   | 0    |